# Фінал Кубка володарів кубків 1979
Фінал Кубка володарів кубків 1979 — футбольний матч для визначення володаря Кубка володарів кубків УЄФА сезону 1978/79, 19-й фінал змагання між володарями національних кубків країн Європи. 
Матч відбувся 16 травня 1979 року у Базелі за участю фіналіста Кубка Німеччини 1977/78 «Фортуни» та володаря Кубка Іспанії 1977/78 «Барселони». Гра завершилася перемогою іспанців у додатковий час з рахунком 4-3, які здобули свій перший титул володарів Кубка володарів кубків.

## Шлях до фіналу
| Барселона        | Барселона    | Барселона       | Барселона       | 1978/79      | Фортуна                | Фортуна   | Фортуна         | Фортуна         |
| ---------------- | ------------ | --------------- | --------------- | ------------ | ---------------------- | --------- | --------------- | --------------- |
| Суперник         | Результат    | Перший матч     | Повторний матч  | Раунд        | Суперник               | Результат | Перший матч     | Повторний матч  |
| Шахтар (Донецьк) | 4–1          | 3–0 (вдома)     | 1–1 (на виїзді) | Перший раунд | Університатя (Крайова) | 5–4       | 4–3 (на виїзді) | 1–1 (вдома)     |
| Андерлехт        | 3–3 пен. 4-1 | 0–3 (на виїзді) | 3–0 дч (вдома)  | Другий раунд | Абердин                | 3–2       | 3–0 (вдома)     | 0–2 (на виїзді) |
| Іпсвіч Таун      | 2–2 (ч)      | 1–2 (на виїзді) | 1–0 (вдома)     | 1/4 фіналу   | Серветт                | 1–1 (ч)   | 0–0 (вдома)     | 1–1 (на виїзді) |
| Беверен          | 2–0          | 1–0 (вдома)     | 1–0 (на виїзді) | 1/2 фіналу   | Банік (Острава)        | 4–3       | 3–1 (вдома)     | 1–2 (на виїзді) |

## Деталі
| 16 травня 1979 |

| Барселона                                    | 4:3 дч   | Фортуна (Дюссельдорф)    |
| -------------------------------------------- | -------- | ------------------------ |
| Санчес 5' Асенсі 34' Решак 104' Кранкль 111' | Протокол | Аллофс 8' Зеел 41', 114' |

| Санкт-Якоб, Базель Глядачів: 58 000 Арбітр: Карой Палотаї |

| Барселона | Фортуна |

| В                | 1  | Педро Артола              |  |     |
| З                | 2  | Рафаель Сувірія           |  |     |
| З                | 3  | Мігель Бернардо Б'янкетті |  |     |
| З                | 4  | Кіке Костас               |  | 66' |
| З                | 5  | Хосе Албаладехо           |  | 57' |
| ПЗ               | 8  | Хосе Санчес               |  |     |
| ПЗ               | 6  | Йоган Нескенс             |  |     |
| ПЗ               | 10 | Хуан Мануель Асенсі (к)   |  |     |
| Н                | 9  | Ганс Кранкль              |  |     |
| Н                | 7  | Карлес Решак              |  |     |
| Н                | 11 | Франсіско Карраско        |  |     |
| Запасні:         |    |                           |  |     |
| З                | 12 | Антоніо де ла Крус        |  | 57' |
| ПЗ               | 14 | Франсіско Мартінес        |  | 66' |
| Головний тренер: |    |                           |  |     |
| Хоакім Ріфе      |    |                           |  |     |

| В                      | 1  | Йорг Даніель    |  |     |
| З                      | 3  | Герд Цеве (к)   |  |     |
| З                      | 5  | Гайнер Бальтс   |  |     |
| З                      | 4  | Герд Ціммерманн |  | 81' |
| З                      | 2  | Дітер Брай      |  | 25' |
| ПЗ                     | 6  | Егон Кехнен     |  |     |
| ПЗ                     | 7  | Губерт Шміц     |  |     |
| ПЗ                     | 9  | Рудольф Боммер  |  |     |
| Н                      | 8  | Томас Аллофс    |  |     |
| Н                      | 10 | Клаус Аллофс    |  |     |
| Н                      | 11 | Вольфганг Зеел  |  |     |
| Запасні:               |    |                 |  |     |
| ПЗ                     | 13 | Йозеф Вайкль    |  | 25' |
| Н                      | 12 | Флемінг Лунд    |  | 81' |
| Головний тренер:       |    |                 |  |     |
| Ганс-Дітер Тіппенгауер |    |                 |  |     |